# Ручьевская (Верховажский район)
Ручьевская — деревня в Верховажском районе Вологодской области.
Входит в состав Нижне-Важского сельского поселения (до 2015 года входила в Наумовское сельское поселение), с точки зрения административно-территориального деления — в Наумовский сельсовет.
Расстояние по автодороге до районного центра Верховажья — 4,5 км, до центра муниципального образования Наумихи — 3,4 км. Ближайшие населённые пункты — Верхнее Макарово, Филинская, Абакумовская, Елезовская, Ексинское, Сомицыно, Игумново, Якушевская, Андреевская.
По переписи 2002 года население — 4 человека.